# Agua (Inti-Illimani e Giulio Wilson)
Agua è un album del cantautore italiano Giulio Wilson e del gruppo musicale cileno Inti-Illimani, pubblicato nel 2023.

## Descrizione
Dopo aver realizzato insieme, nel 2020, il singolo Vale la pena, poi inserito nell'album di Giulio Wilson Storie vere tra alberi e gatti dell'anno seguente, e aver anche condiviso alcune date dal vivo in Italia nel corso del 2022, il gruppo cileno e il cantautore fiorentino decidono di realizzare un intero album mettendo insieme le proprie capacità e passioni musicali. 
Tema centrale del disco sono le responsabilità dell’uomo nella difesa dell’ambiente e le problematiche a ciò legate come la siccità e il cambiamento climatico. Musicalmente l'idea è quella di unire le sonorità della tradizione latinoamericana (il disco è completamente acustico, senza utilizzo di elettronica o computer) con le parole e la musicalità del cantautorato italiano.
Revuelta utilizza dei versi del poeta e scrittore cubano Alexis Díaz Pimienta, Mi otro yo contiene un estratto da L'altro me stesso, poesia di Marino Moretti, Vale la pena è qui presente in una nuova versione reincisa e riarrangiata rispetto a quella uscita nel 2020.
Dopo essere stato direttore artistico e chitarrista principale del gruppo per 20 anni, Manuel Meriño non compare in questo lavoro, sostituito da David Azán.
La produzione artistica è stata affidata a César Jara e Valter Sacripanti e il disco è stato registrato allo studio Santuario Sónico di Santiago del Cile.

## Edizioni
Questo disco è stato pubblicato il 28 aprile 2023 sui principali siti per il download digitale e l'ascolto in streaming. In Italia è uscito in formato CD e in LP. Per i paesi di lingua spagnola è stata invece pubblicata dall'etichetta Blanco y negro una versione con le stesse canzoni, nello stesso ordine, nella quale le parti cantate in italiano nell'edizione italiana sono state cantate in spagnolo (vengono anche modificati i titoli delle tracce 7 e 9 che diventano, rispettivamente Sostenible e Ojos).
Sono stati anche realizzati due video ufficiali: uno del brano Sostenibile (uscito il 10 marzo 2023 anche come singolo anticipatore dell'album) per la regia di Leonardo Coulon Cisneros e un altro di Querer, per la regia di Ariel Marinkovic. Entrambi i video sono usciti in doppia versione, italiana e spagnola.

## Tracce
1. Querer – 3:38 (Giulio Wilson e Valter Sacripanti)
2. Lluvia – 4:05 (testo: Giulio Wilson e Daniel Cantillana – musica: Giulio Wilson e Valter Sacripanti)
3. Somos – 4:33 (testo: Daniel Cantillana – musica: César Jara)
4. Agua – 4:04 (testo: Jorge Coulón, Giulio Wilson e Daniel Cantillana – musica: Giulio Wilson e Valter Sacripanti)
5. Humedales – 4:18 (musica: César Jara)
6. Vale la pena – 3:40 (testo: Giulio Wilson e Daniel Cantillana – musica: Giulio Wilson e Valter Sacripanti)
7. Sostenibile – 3:48 (Giulio Wilson e Valter Sacripanti)
8. Chile es un camino – 3:33 (testo: Jorge Coulón – musica: Giulio Wilson)
9. Occhi (feat. Ana Belén) – 3:54 (testo: Giulio Wilson – musica: Giulio Wilson e Valter Sacripanti)
10. Raíz – 4:46 (testo: Daniel Cantillana – musica: César Jara)
11. Mi otro yo – 3:21 (testo: Giulio Wilson e Daniel Cantillana – musica: Giulio Wilson e Valter Sacripanti)
12. Los ojos de la piel – 3:56 (testo: Jorge Coulón – musica: César Jara)
13. Revuelta – 3:00 (testo: Jorge Coulón e Alexis Díaz Pimienta – musica: Giulio Wilson e Valter Sacripanti)

Durata totale: 50:36

## Formazione
- Giulio Wilson
- Jorge Coulón
- Marcelo Coulón
- David Azán
- Efrén Viera
- Daniel Cantillana
- Christián González
- César Jara
- Camilo Lema

### Collaboratori
- Ana Belén - voce in Occhi
- Davide Pieralisi - chitarre
- Valter Sacripanti - batteria e percussioni
- Juan Flores - percussioni in Humedales e Mi otro yo
- Mauricio Campos - tres cubano in Somos
- Magdalena Pacheco - percussioni Revuelta
- Cristian Pratofiorito - pianoforte in Occhi
- Roberto Bassi - pianoforte in Chile es un camino
- Silvia Coppetti - copertina